# SJ AB
SJ AB es el operador ferroviario estatal de Suecia. Se creó el 1 de enero de 2001 a partir de la división de transporte público de la antigua Statens Järnvägar (1888-2001), cuando esta agencia gubernamental fue dividida en seis sociedades limitadas diferentes. Tiene su sede en Estocolmo.
Las operaciones de SJ comprenden servicios subvencionados y no subvencionados. Los servicios no subvencionados son un monopolio y consisten básicamente de la red de alta velocidad X 2000. Los servicios subvencionados se otorgan a través de subastas. Algunos no se clasifican en alguna de las dos anteriores categorías ya que agencias públicas de tráfico pueden pagar a SJ para permitir a los propietarios de permisos de tráfico el acceso a trenes de SJ.
SJ recibió un rescate del gobierno sueco pocos años después de su creación, obteniendo sin embargo unos márgenes de hasta el 10% desde entonces. Todos los operadores ferroviarios en Suecia pagan unas tarifas reducidas al operador de infraestructura Trafikverket.
En cooperación con la página de subasta electrónica Tradera las ofertas de SJ superan las de los tickets en línea genéricos, siendo la mayoría de los tickets vendidos en internet de última hora.

## Compañías
Controladas por el gobierno sueco:
- SJ AB, en siglas SJ, operadora de los viajes de pasajeros.
- Green Cargo, opera con los viajes de mercancías
- EuroMaint, mantenimiento de trenes
- Unigrid, tecnología de información
- TraffiCare, ofrece servicios en las terminales.
- TrainTech Engineering, parte de Interfleet Technology, unidad técnica.